# Kartografov gory
Kartografov gory är ett berg i Antarktis. Det ligger i Östantarktis. Australien gör anspråk på området. Toppen på Kartografov gory är 1 356 meter över havet.
Terrängen runt Kartografov gory är platt åt sydost, men åt nordväst är den kuperad. Trakten är obefolkad. Det finns inga samhällen i närheten.